# William Henry Fox Talbot

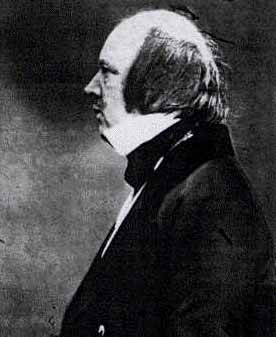
W. H. Fox Talbot (talbotípia, 1850-1855 k., fotó: Szabó Iván)

William Henry Fox Talbot (Lacock Abbey, Wiltshire, 1800. február 11. – 1877. szeptember 17.) angol utazó, matematikus, botanikus, nyelvész, asszirológus, régész, a talbotípia (kalotípia) néven ismert fotóeljárás kifejlesztője.

## Munkássága

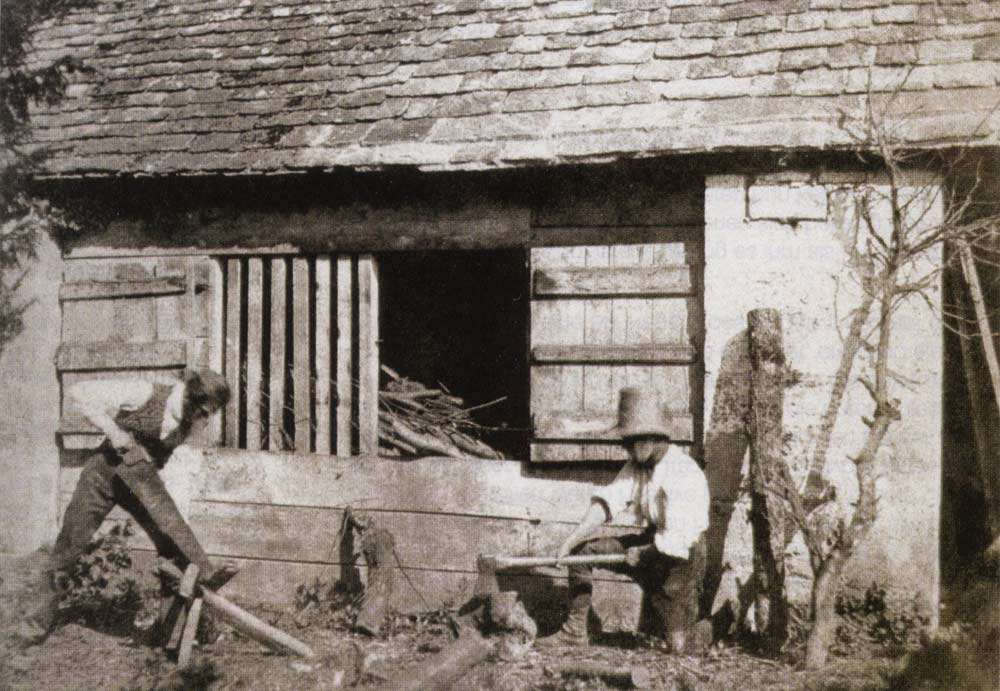
Talbot egyik felvétele 1842/43-ból

Úti élményeit rajzokban akarta megörökíteni, de nem volt nagy tehetsége ezen a téren, ezért a fény segítségével akarta valósághűen „megrajzoltatni” a képet, majd rögzíteni.
1834-ben levelekről, csipkékről, bonyolult tárgyakról kamera nélkül kontakt kópiákat készített, ezeket fotogenikus („fényszülte”) rajzoknak nevezte el. Rájött, hogy a fotogenikus rajzok további kontaktolással a negatívját adják az eredeti képnek, ezzel tulajdonképpen a mai fotografálás pozitív-negatív eljárásának az alapjait fedezte fel.
Először azzal az módszerrel kísérletezett, mely végül a talbotípia eljárás pozitívanyaga lett (sópapír). 1835-ben a klorid-só, majd ezüst-nitrát oldatával kezelt papírt camera obscurába helyezte és tűző napfényben tíz percet exponált, a klórezüst anyag közvetlenül a fény hatására sötétedett (nincs előhívás! ún. kimásolópapír), majd erősen sós oldatban fixálta. Talbot az első kísérleti képeit kisméretű, saját készítésű, felesége által „egércsapdáknak” nevezett camera obscurákkal készítette (képméret: 2x2 cm). A sópapír túlélte a talbotípiát, későbbi eljárásokhoz is használták pozitívkészítésre.
1840-ben rájött, hogy (Daguerre-hez hasonlóan ő is) „elő tudja idézni” a lappangó képet – ez a mai fogalmaink szerint az előhívás – ez gyorsítja a kép kifejlődését és növeli az érzékenységet. Új, papíralapú felvételi anyagát (mely a végső kalotípia eljárás negatívanyaga lett) ezüst-nitrát és kálium-jodid segítségével érzékenyítette, így jódezüstöt kapott. Felvétel előtt galluszsav+ezüst-nitrát+ecetsav= „galloezüstnitrát” oldatával preparálta és a galluszsavat előhívásra is használta.
A tömény sóoldatos fixálás nem adott 100%-os biztonságot, de 1840-től Herschel javaslatára a nátrium-tioszulfát már tökéletes volt. Ez a mai napig is a legjobb megoldás.
Anyagain az ezüst szemcséje közvetlenül a papír rostjához kapcsolódik, felületük matt megjelenésű. Minthogy képei papírnegatívról készült másolatok voltak a papír rostjainak textúrája a kép élességét, részletgazdagságát lerontotta (ezt a hatást csökkentendő negatívját viasszal tették átlátszóbbá) ezért a módszer kevésbé volt népszerű, mint a sokkal élesebb dagerrotípiák.
Kidolgozta a nagy számú, hasonló minőségű kópia gyártásának mikéntjét (negatív – pozitív eljárás, míg a konkurens dagerrotípia egypéldányos direktpozitív volt). Az első nagyítás készítése is Talbot műhelyéhez köthető (nem a mai módszerrel).
1841. február 8-án szabadalommal védte le találmányát, később részlegesen feloldotta, emiatt is lett kevésbé közkedvelt és elterjedt, mint a dagerrotípia.
Fox Talbot is teljes joggal tarthatjuk a fényképezés feltalálójának, mivel már Niépce és Daguerre közös szabadalma előtt kidolgozta eljárását, viszont az utóbbiak sokkal jobb minőségű képeket tudtak csinálni, valamint ők nem tették a fiókba elkészülte után képeiket, ahogy Talbot.

### Az első fényképalbum

A természet irónjának címlapja (1844)

Talbot a világon elsőként eredeti fényképekkel illusztrált albumot adott ki 1844-ben, A természet irónja (The Pencil of Nature) címmel, egy évvel később jelent meg második műve, a Skóciai napfényképek (Sun Pictures of Scotland).
A képek kalotípiás eljárással készültek.
Az albumok épületeket, műemlékeket, városképeket, tájakat, csendéleteket, növényeket, szobrokat, s figyelemre méltóan egyszerű, hétköznapi motívumokat (istállóajtó, szénakazal) ábrázoló képekkel, sőt, csoportképekkel, rajz- és iratreprodukciókkal a fényképezés sokoldalú felhasználhatóságát illusztrálják. A képeken leggyakrabban szereplő, ember alkotta tárgyak nem a képzőművészetben megszokott „csendélet” elrendezésben, hanem a mindennapi életben megszokott helyükön, anyagszerűen, fénnyel plasztikossá téve, az objektív tárgyi valóságra koncentrálva jelennek meg. Nemcsak egyes képei vallanak tudatos fényképi látásmódjáról, hanem a fény és az árnyék képalakító szerepét hangsúlyozó megjegyzése is:
„A festő szeme gyakran megakad ott, ahol közönséges ember nem lát semmi figyelemre méltót. A napsugár pillanatnyi ragyogása, egy árnyék, mely az utat keresztezi, egy időmarta tölgy vagy egy mohlepte kő képes megindítani a gondolatok és érzések sorozatát, fölébreszteni a festő képzeletet."

## Magyarul megjelent művei
- A természet irónja; H. Fox Talbot által, ford. László Ágota, H. Gy. F.-né Enyedi-Prediger Éva; Hogyf Editio, Bp., 1994